# Ульссон, Уве
Свен У́ве У́льссон (швед. Sven Owe Ohlsson; род. 19 августа 1938, Хельсё, Швеция) — шведский футболист и тренер, нападающий, защитник. Серебряный призёр чемпионата мира 1958 года в составе сборной Швеции.

## Клубная карьера
Уве Ульссон родился 19 августа 1938 года в городе Хельсё и начал играть в футбол в 1948 году в одноимённом местном клубе. В 1954 году он присоединился к «Гётеборгу», за который дебютировал в чемпионате Швеции в 1956 году. В сезоне 1957/1958 Ульссон выигрывает чемпионат Швеции и становится вторым бомбардиром турнира. Забив 5 мячей в сезоне 1959/1960 в матче против «Линфилда», Уве стал первым игроком, отметившимся подобным достижением в матче Кубка европейских чемпионов. За «Гётеборг» Ульссон отыграл девять лет, он стал одним из лучших бомбардиров в истории клуба, проведя 165 матчей в чемпионате и забив 101 гол.
Осенью 1964 года Ульссон перешёл в АИК. В период с 1965 по 1971 год провёл 154 матча в чемпионате Швеции в составе этого клуба и забил 23 мяча. В 1967 году переквалифицировался в защитника, заменив на этой позиции в товарищеском матче травмированного игрока. 10 мая того же года на 23-й минуте матча против «Хаммарбю» встал в ворота вместо травмированного голкипера Лейфа Хюльта и отстоял «на ноль», матч завершился победой его команды со счётом 2:0. В 1969 году АИК вышел в финал кубка Швеции, где проиграл «Норрчёпингу» со счётом 1:0. В 1972 году покинул клуб из-за разногласий с главным тренером и перешёл в «Стокгольм», став играющим тренером, где и завершил карьеру футболиста в 1974 году.

## Карьера в сборной
В сборной Швеции Ульссон дебютировал 7 мая 1958 года в товарищеском матче со Швейцарией (3:2). В том же году он был вызван тренером сборной Джорджем Рейнором на домашний чемпионат мира. Швеция проиграла в финале Бразилии со счётом 5:2, а Ульссон на турнире не провёл ни одной минуты на поле. Последний матч за сборную Ульссон провёл 2 августа 1964 года, проиграв матч чемпионата Северной Европы против Финляндии со счётом 1:0. Всего в 1958—1964 годах в составе сборной Швеции он отыграл 15 матчей, в которых забил 6 мячей.

## Дальнейшая карьера
С 1975 по 1976 год работал тренером в юношеской команде клуба АИК. В конце 1980-х годов стал членом правления команды, а после ухода с поста председателя правления Свена-Эрика Хоканссона в 1989 году стал его преемником на этом посту.

## Статистика в сборной
| №  | Дата            | Соперник   | Счёт | Голы Ульссена | Турнир                              |
| 1  | 7 мая 1958      | Швейцария  | 3:2  | —             | Товарищеский матч                   |
| 2  | 21 мая 1959     | Португалия | 2:0  | 1             | Товарищеский матч                   |
| 3  | 18 мая 1960     | Ирландия   | 4:1  | —             | Товарищеский матч                   |
| 4  | 7 апреля 1962   | Чехия      | 3:1  | —             | Товарищеский матч                   |
| 5  | 18 апреля 1962  | СССР       | 0:2  | —             | Товарищеский матч                   |
| 6  | 19 июня 1962    | Финляндия  | 3:0  | 1             | Чемпионат Северной Европы 1960—1963 |
| 7  | 21 июня 1962    | Норвегия   | 2:0  | —             | Отборочные матчи ЧЕ-1964            |
| 8  | 28 октября 1962 | Дания      | 4:2  | 2             | Чемпионат Северной Европы 1960—1963 |
| 9  | 4 ноября 1962   | Норвегия   | 1:1  | —             | Отборочные матчи ЧЕ-1964            |
| 10 | 12 ноября 1962  | Израиль    | 4:0  | 1             | Товарищеский матч                   |
| 11 | 16 ноября 1962  | Таиланд    | 2:1  | 1             | Товарищеский матч                   |
| 12 | 4 мая 1963      | Венгрия    | 0:4  | —             | Отборочные матчи ОИ-1964            |
| 13 | 14 августа 1963 | Финляндия  | 0:0  | —             | Чемпионат Северной Европы 1960—1963 |
| 14 | 27 октября 1963 | Венгрия    | 2:2  | —             | Отборочные матчи ОИ-1964            |
| 15 | 2 августа 1964  | Финляндия  | 0:1  | —             | Чемпионат Северной Европы 1964—1967 |

Итого: 15 матчей / 6 голов; 9 побед, 3 ничьих, 3 поражения.

## Достижения
Гётеборг
- Чемпионат Швеции: 1957/1958

 Сборная Швеции
- Серебряный призёр чемпионата мира: 1958

 АИК
- Финалист кубка Швеции: 1968/1969